# Charles Lenepveu

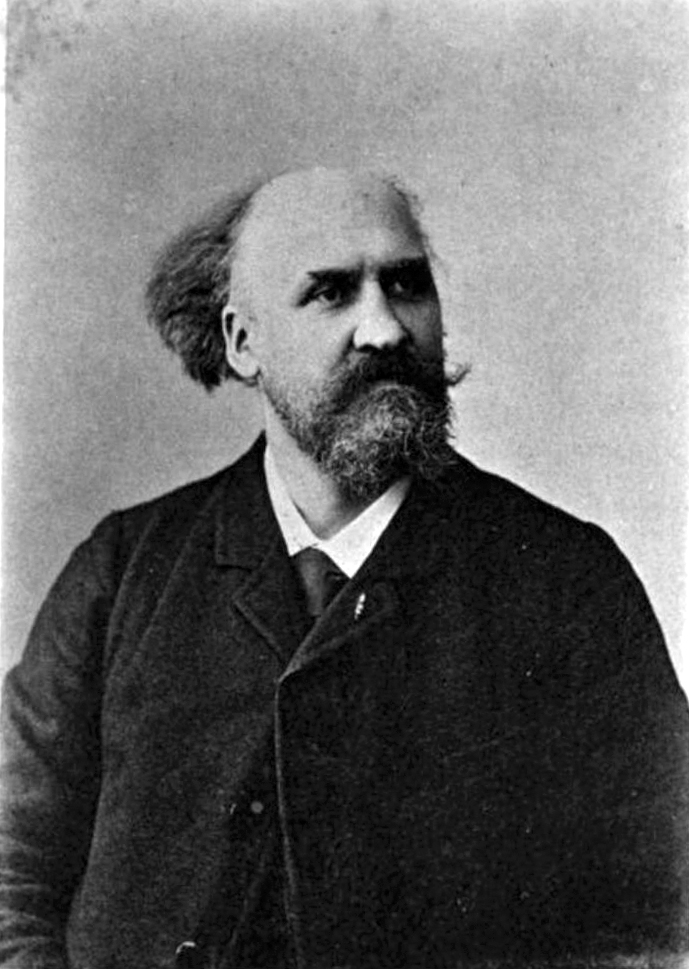
Charles Lenepveu

Charles-Ferdinand Lenepveu (* 4. Oktober 1840 in Rouen; † 16. August 1910 in Paris) war ein französischer Komponist und Musikpädagoge.

## Leben
Charles Lenepveu studierte im Pariser Konservatorium bei Ambroise Thomas und gewann 1865 einen Prix de Rome. Während seiner Romaufenthaltes entstand die Oper Le Florentin, die 1868 einen Opernwettbewerb der Opéra comique erhielt und 1874 in Paris uraufgeführt wurde. Eine weitere Oper, Valléda, wurde 1882 in London aufgeführt.
1878 war Lenepveu Juror des Prix Cressent. Seit 1880 unterrichtete er Harmonielehre und Komposition am Pariser Konservatorium. 1894 folgte er Ernest Guiraud als Professor für Komposition nach. Zu seinen Schülern zählten u. a. Paul Bazelaire, André Caplet, Paul Pierné, Philippe Gaubert, André Gailhard und Jules Mazellier. 1896 wurde er Nachfolger seines Lehrers Ambroise Thomas bei der Académie des Beaux Arts.
Neben fünf musikdramatischen Werken komponierte Lenepveu zwei Requiems, mehrere Chorwerke und einige Stücke für Klavier und Orchester.